# Jean Passepartout
Jean Passeapartout és un personatge important de la novel·la La volta al món en vuitanta dies de Jules Verne. Es tracta del criat, d'origen francès, de Phileas Fogg, el personatge principal de la novel·la.

## Característiques del personatge
Jean Passepartout és un francès d'uns 30 anys, molt musculós i de força hercúlia, pels exercicis físics que va practicar a la seva joventut. La seva flexibilitat i agilitat són sorprenents. Els ulls blaus, la complexió animada, els llavis sobresortints, els cabells rebels, la cintura forta i el pit, són les marques de la seva fesomia.
És un autèntic parisenc, segons Jules Verne. Ha tingut feines tan diverses com un cantant ambulant, un genet de circ, un professor de gimnàstica, per acabar com a sergent de bombers a la capital francesa.
Cansat d'aquesta existència massa activa per a ell, se'n va anar a Anglaterra per instal·lar-se com a valet en una casa burgesa. Després de diversos intents, s'assabenta que Phileas Fogg acaba d'acomiadar el seu criat i, coneixent la vida sedentària i molt regular que porta aquest últim, decideix venir a casa seva. El senyor, en base a una bona informació, el contracta. Passepartout està encantat i es veu ja instal·lat en la tranquil·litat d'aquesta casa de Saville-Row. Perquè el jove francès és un ésser amable, complaent, amb una devoció infal·lible i una honestedat proverbial. La seva alegria i conversa li permeten integrar-se fàcilment. A més, és fidel, valent i té una presència d'ànim molt desenvolupada, que no eclipsa la seva modèstia.
Però la seva alegria i el seu somni de tranquil·litat es veuran soscavats ràpidament, perquè el mateix dia de la seva entrada al servei de Fogg, aquest decideix acceptar el repte de fer la volta al món en vuitanta dies. En aquest punt es produeix el gir cap al noi valent que es va embarcar en una carrera contra el temps per tot el planeta. Sorprès, s'oblida d'apagar la llum de gas de la seva habitació. Molt ràpidament, però, agafa el relleu la seva filosofia, que sempre li fa veure el costat brillant de les coses.
Durant aquest llarg viatge, l'enginy i la temeritat de Passepartout es posaran a prova. Moltes aventures i desventures l'esperen pel camí. A Bombai, té un altercat amb sacerdots, després d'haver entrat a la pagoda Malebar-Hill sense treure's les sabates, cosa que li valdrà més tard una detenció i un judici; queda en llibertat després del pagament d'una fiança de dues mil lliures. Encara a l'Índia, gràcies a la seva audàcia, salva la mestressa Aouda de l'estaca a la qual li havien promès. A Hong Kong, és l'inspector Fix qui, arrossegant-lo a una immersió, l'emborratxarà i el drogarà, fet que tindrà com a efecte separar-lo del seu amo. Sol, farà el viatge cap a Yokohama on s'unirà a un grup de funambulistes.

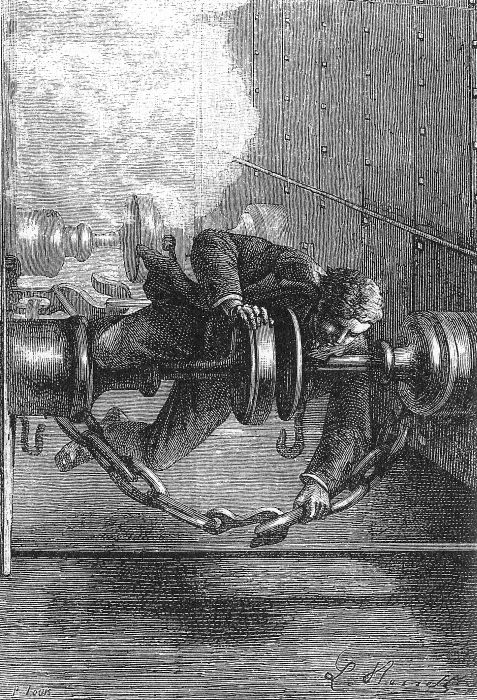
Passepartout deslligant la locomotora

Després d'haver trobat finalment Phileas Fogg, tots s'embarquen cap a Amèrica. Mentre el tren que transporta els passatgers és atacat pels sioux, aconsegueix deslligar la locomotora dels vagons. Capturat pels indis, no s'hauria lliurat de ser escorxat, sense la intervenció de Fogg per lliurar-lo. Havent entès els plans de Fix per endarrerir el cavaller, es culparà de no haver avisat el seu amo i lamentarà la pèrdua de l'aposta. Però és gràcies a ell i a la seva visita al reverend Wilson que es descobrirà l'existència d'un dia guanyat.
Continuarà al servei de Phileas Fogg, que li donarà una bonificació de cinc-centes lliures, però descomptarà del seu sou, en principi, «el preu de les mil nou-centes vint hores de gas gastades per culpa seva».

## Filmografia
Cantinflas va interpretar el personatge a la pel·lícula de 1956 de Michael Anderson.
A la pel·lícula de televisió d'André Flédérick de 1979, el paper va ser per a Roger Pierre
Eric Idle va protagonitzar la minisèrie de 1989.
En la versió de 2004 de Frank Coraci, el personatge el va interpretar Jackie Chan.
A la sèrie de televisió The Secret Adventures of Jules Verne, Michel Courtemanche interpreta el paper de Passepartout.
El 2021, el paper és interpretat per l'actor francès d'origen malià Ibrahim Koma a la sèrie britànica Around the World in 80 Days de Simon Crawford Collins.